# Gerhard Ficker

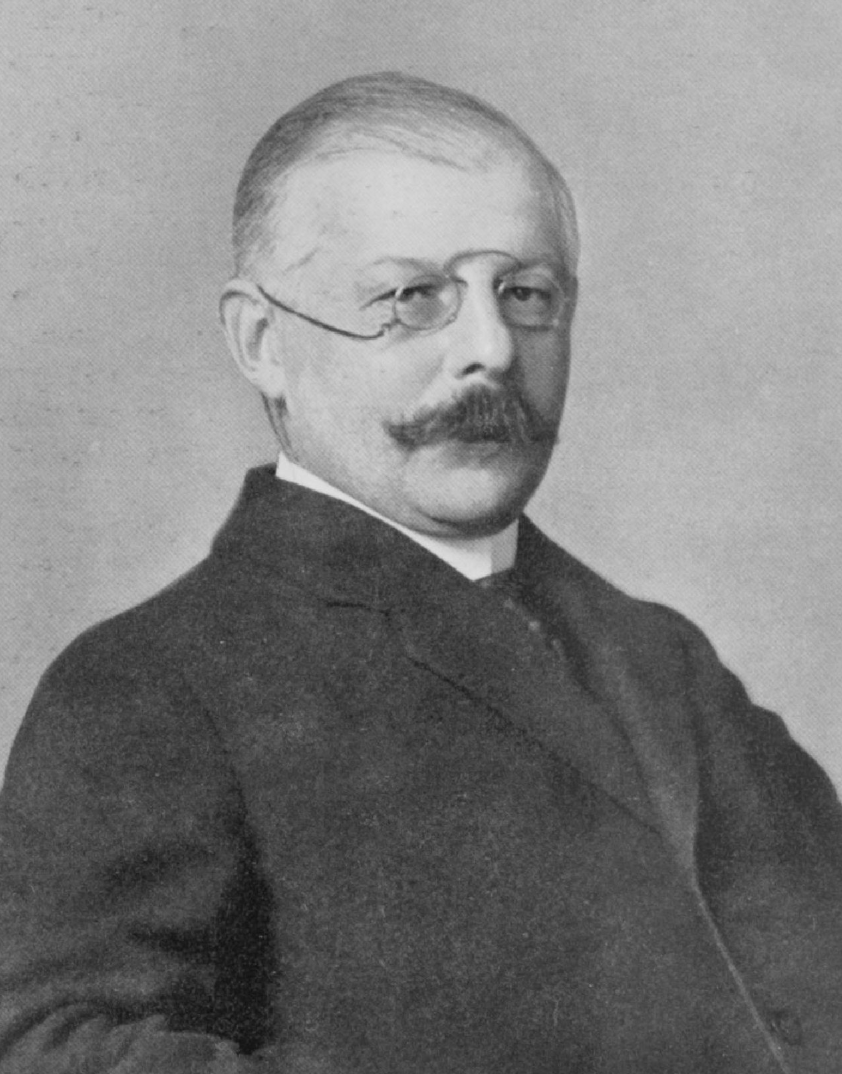
Gerhard Ficker

Gerhard Ficker (* 8. Februar 1865 in Thonberg; † 4. April 1934 in Kiel) war ein deutscher evangelischer Theologe und Kirchenhistoriker.

## Leben
Ficker war ein Sohn des Pfarrers Julius Gustav Ficker (1826–1899); sein älterer Bruder Johannes wurde ebenfalls Theologieprofessor, der jüngere Bruder Martin Professor für Hygiene und Bakteriologie. Gerhard Ficker studierte ab 1884 Kunstgeschichte, Kulturgeschichte und Theologie in Leipzig und wurde dort 1887 zum Dr. phil. promoviert. Nach einer vom Deutschen Archäologischen Institut finanzierten Studienreise nach Wien und Rom wurde er 1892 erst Hilfsgeistlicher und dann Pfarrer in Sohland an der Spree. 1893 erwarb er in Halle an der Saale das theologische Lizenziat und lehrte seitdem dort als Privatdozent. 1902 wurde er zum Titularprofessor für Kirchengeschichte ernannt, 1903 zum außerordentlichen Professor. Von 1906 bis 1926 war er ordentlicher Professor für Kirchengeschichte in Kiel. Dort amtierte er 1914/15 als Rektor der Universität und zweimal als Dekan der Theologischen Fakultät.

## Schriften (Auswahl)
- Der Mitralis des Sicardus nach seiner Bedeutung für die Ikonographie des Mittelalters. Leipzig 1889.
- Studien zur Hippolytfrage. Leipzig 1893, OCLC 17193612.
- Amphilochiana. Leipzig 1906, OCLC 31247959.
- Die Phundagiagiten. Ein Beitrag zur Ketzergeschichte des byzantinischen Mittelalters. Leipzig 1908, OCLC 13615455.